# Harold Miner
Harold David Miner (Inglewood, 5 maggio 1971) è un ex cestista statunitense, professionista nella NBA.

## Carriera
Paragonato a Michael Jordan fin dalla high school per il suo atletismo fuori dal comune e le sue abilità realizzative, non è mai riuscito ad arrivare al potenziale che giornalisti e analisti gli avevano attribuito.

## College
Nasce a Inglewood, in California. Alle scuole superiori comincia a mettersi in luce con la squadra della propria città, facendosi notare per la sua abilità nelle schiacciate e meritandosi così l'appellativo di Baby Jordan, in riferimento a Michael Jordan.
In seguito sceglie di frequentare l'Università di USC e conduce la squadra fino al secondo posto nel Campionato di pallacanestro NCAA Division I.
Nel 1992 si dichiara eleggibile per il draft NBA.

## NBA
Viene scelto dai Miami Heat come dodicesima scelta assoluta del Draft NBA 1992.
Vince le Slam Dunk Contest 1993 e 1995, grazie alle quali venne nominato da Isaiah Rider uno dei migliori schiacciatori di sempre.
Nelle sue due prime stagioni con la maglia degli Heat totalizza una media di 10,4 punti a partita.
Miner, però, comincia a deludere nella terza stagione: viene criticato per il suo modo di giocare, particolarmente per la difesa. Si parla di lui anche come di una persona incapace di essere continua nei suoi risultati. Alla fine lascia Miami per accasarsi ai Cleveland Cavaliers, dove però, con prestazioni molto deludenti (3,2 punti di media a partita), perde la fiducia degli allenatori. A quel punto Miner viene scambiato ai Toronto Raptors in cambio di Victor Alexander, ma lo scambio non si concretizza a causa di un malore di Alexander. Miner rimane quindi ai Cavaliers e, nella stagione 1995-96 gioca solamente 19 partite. Cerca quindi di essere ingaggiato dai Toronto Raptors, ma viene svincolato dalla squadra durante la pre-season. Harold, quindi, non avendo una squadra con cui giocare, si ritira dalla NBA a soli 25 anni.

## Statistiche

### College
| Anno      | Squadra     | PG | PT | MP   | TC%  | 3P%  | TL%  | RP  | AP  | PRP | SP  | PP   |
| --------- | ----------- | -- | -- | ---- | ---- | ---- | ---- | --- | --- | --- | --- | ---- |
| 1989-1990 | USC Trojans | 28 | -  | 34,9 | 47,2 | 42,3 | 84,1 | 3,6 | 2,1 | 1,2 | 0,2 | 20,6 |
| 1990-1991 | USC Trojans | 29 | -  | 36,2 | 45,3 | 33,7 | 80,0 | 5,5 | 2,0 | 1,1 | 0,3 | 23,5 |
| 1991-1992 | USC Trojans | 30 | 30 | 34,7 | 43,8 | 35,2 | 81,1 | 7,0 | 1,3 | 1,1 | 0,2 | 26,3 |
| Carriera  | Carriera    | 87 | 30 | 35,3 | 45,3 | 36,7 | 81,4 | 5,4 | 1,8 | 1,1 | 0,2 | 23,5 |

### NBA

#### Regular Season
| Anno      | Squadra             | PG  | PT | MP   | TC%  | 3P%  | TL%  | RP  | AP  | PRP | SP  | PP   |
| --------- | ------------------- | --- | -- | ---- | ---- | ---- | ---- | --- | --- | --- | --- | ---- |
| 1992-1993 | Miami Heat          | 73  | 0  | 18,9 | 47,5 | 33,3 | 76,2 | 2,0 | 1,0 | 0,5 | 0,1 | 10,3 |
| 1993-1994 | Miami Heat          | 63  | 31 | 21,6 | 47,7 | 66,7 | 82,8 | 2,5 | 1,5 | 0,5 | 0,2 | 10,5 |
| 1994-1995 | Miami Heat          | 45  | 16 | 19,4 | 40,3 | 28,6 | 72,6 | 2,6 | 1,5 | 0,3 | 0,1 | 7,3  |
| 1995-1996 | Cleveland Cavaliers | 19  | 0  | 7,2  | 44,2 | 20,0 | 100  | 0,6 | 0,4 | 0,0 | 0,0 | 3,2  |
| Carriera  | Carriera            | 200 | 47 | 18,7 | 46,0 | 31,1 | 78,5 | 2,2 | 1,2 | 0,4 | 0,1 | 9,0  |

#### Playoffs
| Anno     | Squadra    | PG | PT | MP   | TC%  | 3P% | TL%  | RP  | AP  | PRP | SP  | PP  |
| -------- | ---------- | -- | -- | ---- | ---- | --- | ---- | --- | --- | --- | --- | --- |
| 1994     | Miami Heat | 4  | 0  | 14,3 | 46,2 | -   | 72,7 | 2,0 | 0,5 | 0,3 | 0,0 | 8,0 |
| Carriera | Carriera   | 4  | 0  | 14,3 | 46,2 | -   | 72,7 | 2,0 | 0,5 | 0,3 | 0,0 | 8,0 |

## Palmarès
- NCAA AP All-America First Team (1992)
- Slam Dunk Contest 1993 e 1995